# James William Marshall (Politiker, 1844)
James William Marshall (* 31. März 1844 bei Staunton, Virginia; † 27. November 1911 in New Castle, Virginia) war ein US-amerikanischer Politiker. Zwischen 1893 und 1895 vertrat er den Bundesstaat Virginia im US-Repräsentantenhaus.

## Werdegang
James Marshall besuchte die öffentlichen Schulen seiner Heimat. Während des Bürgerkrieges diente er als einfacher Soldat im Heer der Konföderation. Danach studierte er am Roanoke College in Salem. Nach einem Jurastudium und seiner 1870 erfolgten Zulassung als Rechtsanwalt begann er in diesem Beruf zu arbeiten. Zwischen 1870 und 1875 sowie nochmals zwischen 1884 und 1888 fungierte er als Bezirksstaatsanwalt im Craig County. Gleichzeitig schlug er als Mitglied der Demokratischen Partei eine politische Laufbahn ein. Von 1875 bis 1878 gehörte er dem Senat von Virginia an; in den Jahren 1883 und 1884 saß er im dortigen Abgeordnetenhaus. Danach war er von 1891  bis 1892 nochmals Staatssenator.
Bei den Kongresswahlen des Jahres 1892 wurde Marshall im neunten Wahlbezirk von Virginia in das US-Repräsentantenhaus in Washington, D.C. gewählt, wo er am 4. März 1893 die Nachfolge von John A. Buchanan antrat. Da er im Jahr 1894 von seiner Partei nicht zur Wiederwahl nominiert wurde, konnte er bis zum 3. März 1895 nur eine Legislaturperiode im Kongress absolvieren. Nach dem Ende seiner Zeit im US-Repräsentantenhaus praktizierte Marshall wieder als Anwalt. Im Jahr 1901 war er Delegierter auf einer Versammlung zur Überarbeitung der Verfassung von Virginia. Er starb am 27. November 1911 in New Castle.